# کلیسای پالاتینا

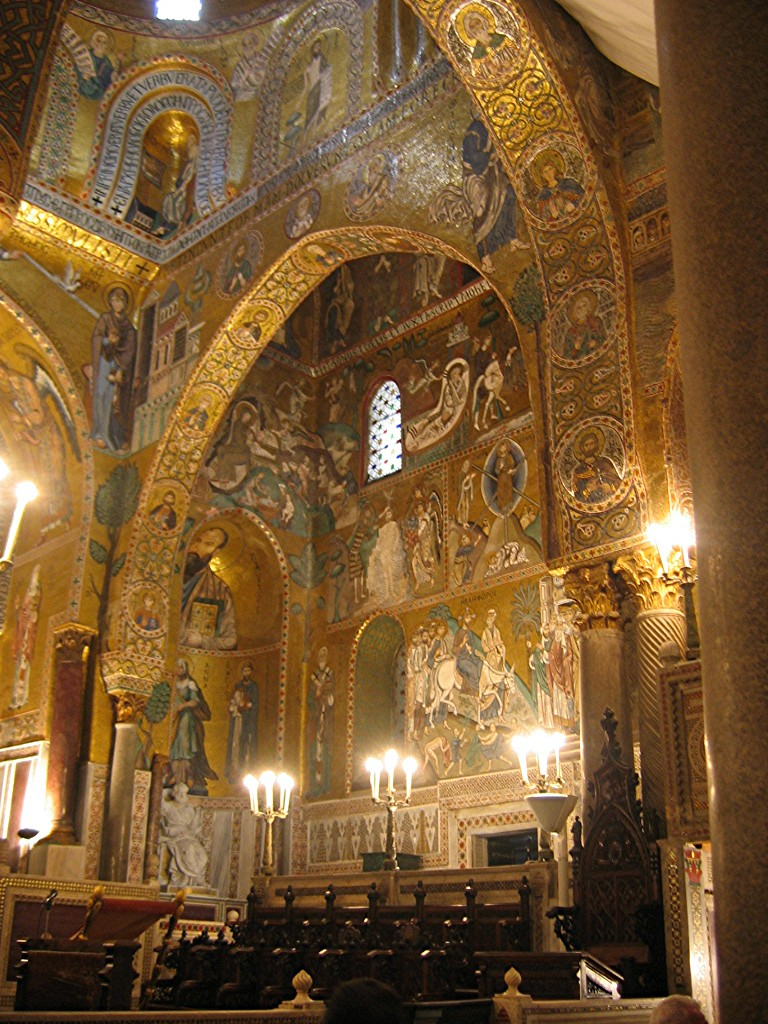
طاق‌های به سبک فاطمیان و موزاییک‌های بیزانسی در کلیسای کوچک پالاتین، مکمل یکدیگر هستند.

کلیسای کوچک پالاتین (ایتالیایی: Cappella Palatina) یک عبادتگاه با معماری نورمنی در پالرمو سیسیل است. این ساختمان آمیزه‌ای از سبک‌های معماری بیزانس، نورمن و فاطمی است که وضعیت سه فرهنگ مسلط در سیسیل قرن دوازدهم و دوران پس از فتح توسط راجر اول و رابرت گیسکارد را نشان می‌دهد.
این بنا همچنین به عنوان کلیسای کاخ یا قصر کلیسای کوچک نیز شناخته می‌شود.  عمارت توسط راجر دوم سیسیلی در سال ۱۱۳۲ بر روی یک کلیسای کوچک قدیمی‌تر (دخمه فعلی) که در حدود سال ۱۰۸۰ ساخته شده بود، بنا نهاده شد. احداث این ساختمان جدید هشت سال زمان برد. 